# Barbaros Altuğ
Barbaros Altuğ (geboren 1972) ist ein türkischer Schriftsteller, Journalist und Literaturagent. 
Nach einem Studium der Ingenieurwissenschaften in Ankara arbeitete er als Journalist, unter anderem als Kolumnist bei der Tageszeitung Taraf. 1999 gründete er, um türkische Autoren und Literatur stärker zu verbreiten, in Istanbul die erste Literaturagentur.
Während seiner journalistischen Arbeit in der Türkei kritisierte Altuğ kontinuierlich antidemokratische Tendenzen und setzte sich für die Rechte von Homosexuellen ein. Nach dem Putschversuch 2016 verließ er das Land und zog mit seinem Partner nach Paris. Vorher lebte und arbeitete er für einige Zeit in Berlin.
In seiner Novelle „Es geht uns hier gut“ verarbeitet er die Emigration dreier junger Türken nach den Gezi-Protesten. „Sticht in meine Seele“ behandelt in Romanform den Genozid an der armenischen Bevölkerung. Altuğ setzt sich in seinen Werken und in seinem Schreiben mit türkischen Exilanten und der politischen Situation in der Türkei auseinander. Beide Werke sind in deutscher Übersetzung im Berliner Orlanda Verlag erschienen.

## Werke (Auswahl)
- Es geht uns hier gut. Übersetzung Sabine Adatepe. Berlin: Orlanda, 2017
- Ruhumdaki yaralar : roman. Berlin: Orlanda, 2021
  - Sticht in meine Seele. Übersetzung Johannes Neuner. Berlin: Orlanda, 2020
- Ausländer. Übersetzung Johannes Neuner. Berlin: Orlanda, 2022